# 科尔努达
科尔努达（義大利語：Cornuda），是意大利威尼托大区特雷维索省的一个市镇。总面积12平方公里，人口6274人，人口密度522.8人/平方公里（2009年）。国家统计（ISTAT）代码为026023。

## 友好城市
- 奥地利纳奇巴赫-洛伊珀尔斯巴赫